# Carrières-sous-Poissy
Ne doit pas être confondu avec Carrières-sur-Seine.
Carrières-sous-Poissy est une commune française située dans le département des Yvelines en région Île-de-France.
Ses habitants sont appelés les Carriérois et Carriéroises.

## Géographie

### Situation
Carrières-sous-Poissy se situe dans le nord-est des Yvelines, à dix kilomètres au nord-ouest de Saint-Germain-en-Laye, chef-lieu d'arrondissement et à 26 kilomètres au nord-ouest de Versailles, préfecture du département, en bordure de la Seine, sur la rive droite du fleuve, face à Poissy.
Les communes limitrophes sont Triel-sur-Seine au nord-ouest, Chanteloup-les-Vignes au nord, Andrésy au nord-est, et sur l'autre rive de la Seine, Achères au nord-est, Poissy à l'est et au sud et Villennes-sur-Seine au sud-ouest.

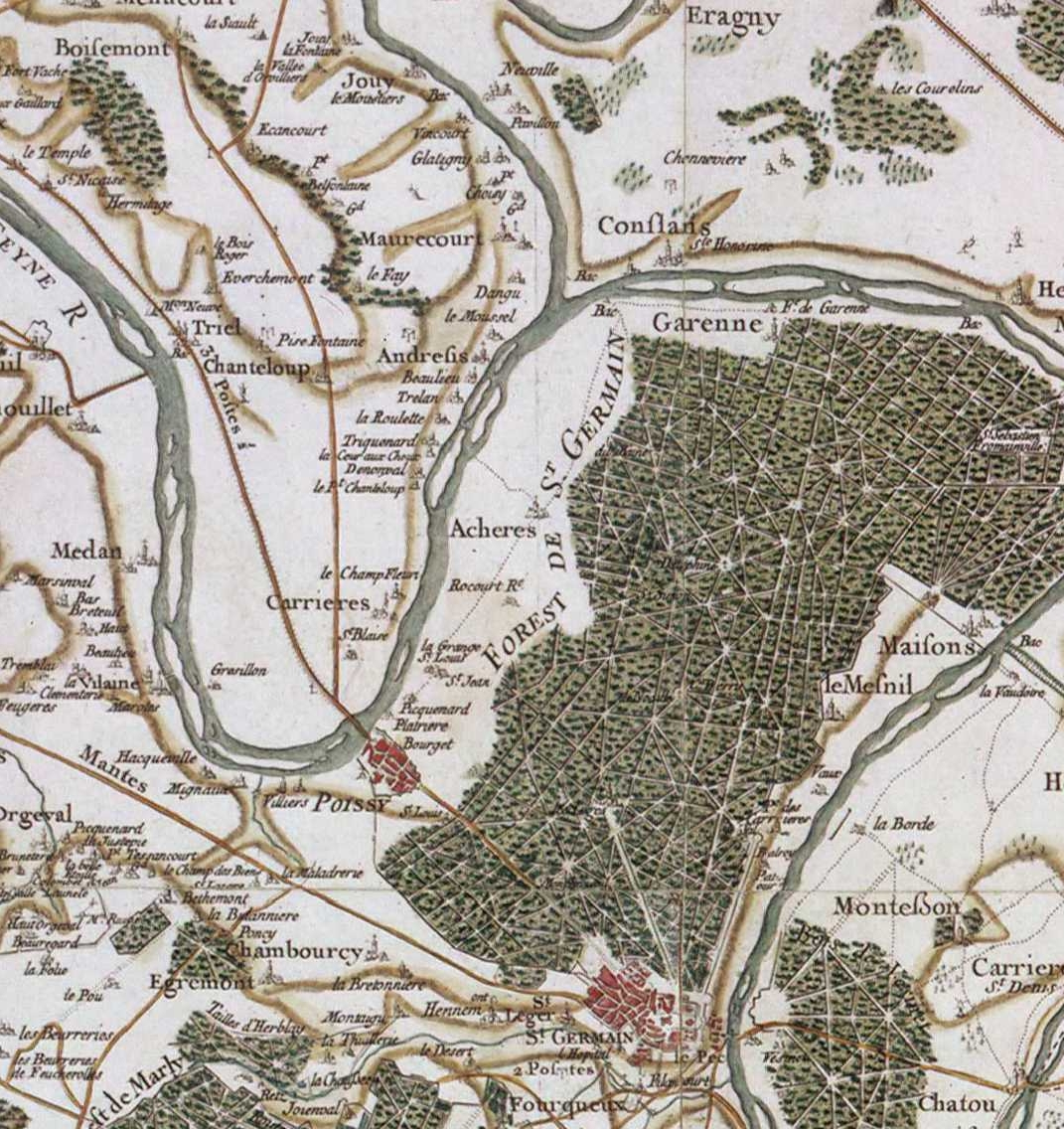
Carrières-sous-Poissy et sa région, carte de Cassini, vers 1780.

Le territoire communal occupe une partie d'une boucle de la Seine dans sa partie convexe, sur environ trois kilomètres de large. Le relief est plat avec une légère pente du nord vers le sud. Sa superficie de 719 hectares place la commune dans la moyenne yvelinoise (872 ha).
La commune comprend plusieurs quartiers : Saint-Blaise/les Arpents (nord), le Parc/Champfleury (est), Saint-Louis/les Fleurs (du nord-ouest au sud-est) et Saint-Louis/les Étangs (sud) Bords-de-Seine/Beauregard (est). Dans chaque quartier se tient deux fois par an un forum pour améliorer la vie communale.

### Hydrographie
La commune de Carrières-sous-Poissy longe la rive gauche de la Seine sur environ cinq kilomètres. Elle englobe une île : l'île de la Dérivation. Il s'agit d'une île artificielle, créée lors de la construction d'une écluse au XIXe siècle. Cette île est habitée.
Par sa situation, la commune est très exposée aux risques d'inondation, particulièrement les quartiers riverains de la Seine, notamment aux Grésillons. Ces zones ont déjà été inondées, notamment lors de la grande crue de 1910.
Ce risque a motivé l'adoption d'un plan de prévention contre les risques d'inondation (PPRI), entré en vigueur avec un arrêté préfectoral du 30 juin 2007. Il concerne dans le Yvelines 57 communes riveraines de la Seine et de l'Oise. Il détermine plusieurs zones, prioritaires sur les plans locaux d’urbanisme (PLU) des communes concernées :
- une zone rouge pour les zones les plus exposées (rouge clair, inondations de 1 à 2 mètres, rouge sombre, inondations supérieures à 2 mètres où les nouvelles constructions sont interdites et le renouvellement urbain strictement réglementé),
- une zone bleue où le risque d'inondation est modéré et permet le maintien d'activités économiques importantes,
- une zone verte, non bâtie et devant le rester
- et une zone marron d'environ 25 mètres le long des rives, qui a pour objectif de reconquérir une capacité d'écoulement en contrôlant l'urbanisation[4].

### Occupation du territoire
| Type d'occupation           | Pourcentage | Superficie (en hectares) |
| --------------------------- | ----------- | ------------------------ |
| Espace urbain construit     | 37 %        | 269,70                   |
| Espace urbain non construit | 12 %        | 87,16                    |
| Espace rural                | 51 %        | 371,98                   |

Le territoire communal est très urbanisé, toutefois l'espace rural occupe encore 51 % de la superficie totale. Dans l'espace rural sont inclus plusieurs plans d'eau en bord de Seine, résultant de l'exploitation ancienne de sablières.
L'espace urbain construit représente 37 % du total, soit 119 hectares. Il comprend les zones d'habitation, soit 265 ha (44 % de l'espace urbain construit), réparties en deux groupes de part et d'autre de la route départementale (RD) 190, le bourg ancien et ses extensions à l'est, le quartier des Grésillons à l'ouest, les zones d'activités, 50 ha (13,9 %), relativement dispersées, comprennent notamment le centre de recherche PSA-Peugeot-Citroën en bord de Seine, une unité d'incinération d'ordures ménagères le long de la RD 190 et d'importantes surfaces (plus de 20 %) consacrées aux équipements et à des chantiers divers.

### Transports
Au plan routier, le principal axe est la route départementale 190 qui traverse la commune dans le sens sud-est-nord-ouest. Cette route (ancienne RN) rejoint d'un côté Poissy par un pont sur la Seine et au-delà Saint-Germain-en-Laye et de l'autre côté Triel-sur-Seine et au-delà Meulan et Mantes-la-Jolie. Un deuxième axe important dirigé vers le nord, la RD 190, rejoint Conflans-Sainte-Honorine en contournant Andrésy par l'ouest.
Le projet dit « Pont d'Achères », du conseil général des Yvelines, est à l'étude. Il s'agit d'un pont autoroutier de 4 voies, long de 600 m et qui surplomberait l'île à une hauteur de 20 m. L'association locale Non-Pont-d'Achères a attaqué au tribunal administratif la déclaration d'utilité publique de ce projet.
La commune n'est pas desservie par le chemin de fer. La gare la plus proche est celle de Poissy, desservie par une branche du RER A et la Ligne J du Transilien. La gare de Chanteloup-les-Vignes se trouve à quelques kilomètres au nord. Cependant la ville est desservie par les lignes 1, 2, 10, 29, 30, 31, 40, 42, 51, 52, 53, 59, 65, 91, 94 et Bus Soir du Réseau de bus de Poissy - Les Mureaux, par la ligne 87 du réseau de bus du Mantois et par la ligne N151 du Noctilien. Toutes ces lignes permettent de se déplacer facilement vers les villes et gares des alentours. 

### Climat
Pour des articles plus généraux, voir Climat de l'Île-de-France et Climat des Yvelines.
En 2010, le climat de la commune est de type climat océanique dégradé des plaines du Centre et du Nord, selon une étude du CNRS s'appuyant sur une série de données couvrant la période 1971-2000. En 2020, Météo-France publie une typologie des climats de la France métropolitaine dans laquelle la commune est dans une zone de transition entre le climat océanique et le climat océanique altéré et est dans la région climatique  Sud-ouest du bassin Parisien, caractérisée par une faible pluviométrie, notamment au printemps (120 à 150 mm) et un hiver froid (3,5 °C). 
Pour la période 1971-2000, la température annuelle moyenne est de 11,7 °C, avec une amplitude thermique annuelle de 14,7 °C. Le cumul annuel moyen de précipitations est de 649 mm, avec 10,3 jours de précipitations en janvier et 7,6 jours en juillet. Pour la période 1991-2020, la température moyenne annuelle observée sur la station météorologique la plus proche, située sur la commune de Pontoise à 12 km à vol d'oiseau, est de 12,5 °C et le cumul annuel moyen de précipitations est de 666,7 mm,. Pour l'avenir, les paramètres climatiques de la commune estimés pour 2050 selon différents scénarios d'émission de gaz à effet de serre sont consultables sur un site dédié publié par Météo-France en novembre 2022.

## Urbanisme

### Typologie
Au 1er janvier 2024, Carrières-sous-Poissy est catégorisée grand centre urbain, selon la nouvelle grille communale de densité à sept niveaux définie par l'Insee en 2022.
Elle appartient à l'unité urbaine de Paris, une agglomération inter-départementale regroupant 407  communes, dont elle est une commune de la banlieue,,. Par ailleurs la commune fait partie de l'aire d'attraction de Paris, dont elle est une commune du pôle principal,. Cette aire regroupe 1 929 communes,.

## Toponymie
Avant 1734, le hameau Carrières	(Carrières-sous-Poissy) se situait anciennement à Triel-sur-Seine.
Le nom de la localité est mentionné sous la forme Carrieriis en 1337, du latin quadraria, « carrière de pierre ».
Au fil des siècles, la ville a changé plusieurs fois de nom. En 1660, la ville était connue sous le nom de « Carrières » ; huit ans plus tard, l'appellation était accompagnée de « sous Poissy ». L'adjonction disparaissait en 1675 et revenait en 1680. En 1736, une carte inscrivait le nom de « Carrières » et le cadastre de 1821 faisait référence à « Carrières sur Poissy ». Le nom « sous Poissy » a été rétabli en 1832 sur une carte d'état-major.
Les premières carrières de moellons (pierre calcaire tendre, riche en fossiles) auraient été découvertes et creusées à l'époque romaine. Le nom de la commune, apparue au XIIe siècle, viendrait donc de son activité principale.

## Histoire
Jusqu'au XVIIe siècle Carrières, qui dépendait de la paroisse de Triel n'était composée que de quelques maisons construites sur les carrières. Le chemin des Trépassés indique probablement que les premiers habitants de Carrières étaient portés au cimetière de Triel par cette voie, avant la construction de l'église en 1663.
C'est à cette même époque que le château de Champfleury, qui a appartenu longtemps à la famille Turgot de Boisgelin, fut construit.
Le territoire de Carrières était autrefois essentiellement un vignoble.
Jusqu'en 1789, Carrières est un hameau de Triel et ce n'est qu'à partir de cette époque qu'il a été formé en commune, à laquelle les hameaux, ou écarts, de Denouval, l'Écluse, Saint-Blaise, Saint-Louis et les Grésillons ont été rattachés.
L'épandage des eaux d'égouts de la ville de Paris a fait de la plaine de Carrières-sous-Poissy le centre d'une importante exploitation maraîchère.
La commune était desservie par la ligne Pontoise-Poissy ouverte en 1912 et fermée en 1934. L'ancienne gare de la Compagnie des chemins de fer de grande banlieue est une maison d'habitation.

### Historique des hameaux
Saint-Louis
Situé à l'ouest de la RN 190, la route de Cherbourg, le hameau de Saint-Louis-sous-Poissy, ou Saint-Louis-de-Poissy, possédait en 1885, un hippodrome construit par Edmond Blanc. En 1906, la propriété est rachetée par William Kissam Vanderbilt, fils de William Henry Vanderbilt, qui fait bâtir un château et moderniser l'hippodrome. En 1918, William K. Vanderbilt revend sa propriété de Carrières-sous-Poissy à Abraham Kingsley Macomber (en), un homme d'affaires américain, qui agrandit le château et fait construire une infirmerie pour chevaux. En raison de la crise de 1929, A. Kingsley Macomber abandonne l'exploitation de l'hippodrome et fait démolir une partie des installations. Après sa mort, l'hippodrome redevient à vocation agricole puis l'ensemble est vendu en 1978 à la SCI du Domaine de Saint-Louis, filiale des Grandes Sablières Modernes, qui exploite alors le sous-sol. Après avoir servi de siège social, le château est laissé à l'abandon à partir de 1999. En 2009, la ville passe une convention et restaure le parc et, en 2012, le château,,,.
Les Grésillons
Tout comme Saint-Louis-sous-Poissy, Les Grésillons s'étendent à l'Ouest de la RN190 jusqu'en face de Villennes. « Le 26 avril 1696, le roi passe la revue de ses gardes du corps et de ses mousquetaires dans la plaine des Grésillons, au-delà de Poissy. Le 26 août 1699, le roi passe la revue de ses gardes du corps, de ses grenadiers à cheval et de ses deux compagnies de mousquetaires dans la plaine des Grésillons ».

## Politique et administration

### Rattachements administratifs et électoraux
Rattachements administratifs
Antérieurement à la loi du 10 juillet 1964, la commune faisait partie du département de Seine-et-Oise. La réorganisation de la région parisienne en 1964 fit que la commune appartient désormais au département des Yvelines et à son arrondissement de Saint-Germain-en-Laye après un transfert administratif effectif au 1er janvier 1968.
Elle faisait partie de 1801 à 1967 du canton de Poissy de Seine-et-Oise. Lors de la mise en place des Yvelines, la commune est intégrée au  canton de Poissy-Nord. Dans le cadre du redécoupage cantonal de 2014 en France, cette circonscription administrative territoriale a disparu, et le canton n'est plus qu'une circonscription électorale.
Rattachements électoraux
Pour les élections départementales, la commune fait partie depuis 2014 du nouveau canton de Poissy
Pour l'élection des députés, elle fait partie de la sixième circonscription des Yvelines.

### Intercommunalité
La ville était membre de la communauté d'agglomération des Deux Rives de Seine, un établissement public de coopération intercommunale (EPCI) à fiscalité propre créé fin 2005.
Dans le cadre des prescriptions de la loi de modernisation de l'action publique territoriale et d'affirmation des métropoles (loi MAPAM)  impose la création de territoires en grande couronne d'au moins 200 000 habitants. D'après une déclaration de Philippe Tautou rapportée dans Le Parisien afin de pouvoir dialoguer avec la métropole du Grand Paris créée par cette même loi, la communauté d'agglomération des Deux Rives de Seine fusionne avec ses voisines pour former, le 1er janvier 2016, la communauté urbaine Grand Paris Seine et Oise dont est désormais membre la ville.

## Population et société

### Démographie

#### Évolution démographique
L'évolution du nombre d'habitants est connue à travers les recensements de la population effectués dans la commune depuis 1793. Pour les communes de plus de 10 000 habitants les recensements ont lieu chaque année à la suite d'une enquête par sondage auprès d'un échantillon d'adresses représentant 8 % de leurs logements, contrairement aux autres communes qui ont un recensement réel tous les cinq ans,.

En 2022, la commune comptait 19 951 habitants, en évolution de +24,42 % par rapport à 2016 (Yvelines : +2,72 %, France hors Mayotte : +2,11 %).
| 1793 | 1800 | 1806 | 1821 | 1831 | 1836 | 1841 | 1846 | 1851 |
| ---- | ---- | ---- | ---- | ---- | ---- | ---- | ---- | ---- |
| 371  | 378  | 451  | 440  | 497  | 497  | 503  | 558  | 500  |

| 1856 | 1861 | 1866 | 1872 | 1876 | 1881 | 1886 | 1891 | 1896 |
| ---- | ---- | ---- | ---- | ---- | ---- | ---- | ---- | ---- |
| 490  | 530  | 565  | 612  | 612  | 724  | 810  | 783  | 823  |

| 1901 | 1906  | 1911  | 1921  | 1926  | 1931  | 1936  | 1946  | 1954  |
| ---- | ----- | ----- | ----- | ----- | ----- | ----- | ----- | ----- |
| 973  | 1 130 | 1 296 | 1 392 | 1 696 | 2 129 | 2 136 | 2 119 | 2 444 |

| 1962  | 1968  | 1975   | 1982   | 1990   | 1999   | 2006   | 2011   | 2016   |
| ----- | ----- | ------ | ------ | ------ | ------ | ------ | ------ | ------ |
| 4 222 | 6 054 | 10 324 | 10 244 | 11 353 | 13 472 | 13 968 | 15 453 | 16 035 |

| 2021   | 2022   | - | - | - | - | - | - | - |
| ------ | ------ | - | - | - | - | - | - | - |
| 18 316 | 19 951 | - | - | - | - | - | - | - |

#### Pyramide des âges
La population de la commune est relativement jeune.
En 2018, le taux de personnes d'un âge inférieur à 30 ans s'élève à 42,7 %, soit au-dessus de la moyenne départementale (38,0 %). À l'inverse, le taux de personnes d'âge supérieur à 60 ans est de 16,3 % la même année, alors qu'il est de 21,7 % au niveau départemental.
En 2018, la commune comptait 8 088 hommes pour 8 160 femmes, soit un taux de 50,22 % de femmes, légèrement inférieur au taux départemental (51,32 %).
Les pyramides des âges de la commune et du département s'établissent comme suit.
| Hommes | Classe d’âge | Femmes |
| ------ | ------------ | ------ |
| 0,2    | 90 ou +      | 1,2    |
| 3,8    | 75-89 ans    | 5,4    |
| 11,4   | 60-74 ans    | 10,5   |
| 18,0   | 45-59 ans    | 18,1   |
| 22,3   | 30-44 ans    | 23,7   |
| 18,9   | 15-29 ans    | 18,3   |
| 25,5   | 0-14 ans     | 22,8   |

| Hommes | Classe d’âge | Femmes |
| ------ | ------------ | ------ |
| 0,6    | 90 ou +      | 1,4    |
| 6      | 75-89 ans    | 7,8    |
| 13,5   | 60-74 ans    | 14,8   |
| 20,7   | 45-59 ans    | 20,1   |
| 19,6   | 30-44 ans    | 19,9   |
| 18,5   | 15-29 ans    | 16,8   |
| 21,2   | 0-14 ans     | 19,2   |

### Enseignement
La commune compte sept écoles maternelles, sept écoles élémentaires plus une ecole annexe pour un total de plus de 2000 élèves. Des classes spécialisées ULIS et UPE2A sont présentes dans certaines écoles. Carrières-sous-Poissy compte aussi deux collèges dont un en REP.
Ces écoles dépendent de l'Inspection de l'Éducation nationale de Chanteloup-les-Vignes et du rectorat de Versailles.

### Sports
La commune offre des complexes sportifs : le complexe Bretagne, le complexe Alsace, le complexe Provence, le gymnase Champfleury, la salle Pasteur et le stade Raymond-Mazières.
Chaque année, la ville organise des manifestations sportives, comme le Cross des écoles, les Olympiades ou les « 6 & 12 km de Carrières ».

### Santé
La commune regroupe quatre cabinets médicaux de médecins généralistes et spécialistes, infirmiers, d'auxiliaires médicaux, etc.
La ville dépend du centre hospitalier intercommunal de Poissy-Saint-Germain-en-Laye.

### Équipements culturels
La commune dispose d'une bibliothèque municipale, d'une école de musique, d'une école de théâtre et d'un espace culturel avec plusieurs salles.
La ville publie un mensuel : Carrières Les Nouvelles.
Le groupe automobile PSA a inauguré le 27 novembre 2002 sur son centre de Carrières un musée rassemblant plus de 70 véhicules. La « collection de l'aventure automobile de Poissy » (CAAPY) retrace les marques Ford SAF, Simca, Chrysler France, Talbot et Peugeot. La collection, qui comporte également des modèles Simca Nanterre, Talbot Suresnes, Matra-Simca et Matra, est complétée par des maquettes, des outillages, des panneaux publicitaires et des accessoires divers.
En janvier 2019, PSA inaugure un centre d'expertise PowerTrain, afin d’accélérer le développement des moteurs électriques, pour prendre le relais des moteurs PureTech et BlueHDI dans un futur proche. Ils équiperont notamment les deuxième phases des Peugeot 208 et 2008, premiers véhicules thermiques à être électrifiés chez Peugeot.

## Économie
L'exploitation des carrières de moellons a été pendant longtemps une des activités d'appoint de la commune. À la fermeture, les carrières ont alors été utilisées comme champignonnières puis transformées en abris pendant les deux guerres. Aujourd'hui, la plupart sont fermées et interdites d'accès. Certaines servent de caves aux habitants.
Un centre d’essais des Groupes Moto Propulseurs consacré aux activités de recherche et d’innovation (Centre technique) du groupe PSA Peugeot Citroën.
La ville possède plusieurs zones d'activités : la zone d'activité des Bords de Seine (40 000 m2 d'habitat collectif et 40 000 m2 d'espaces d'activités tertiaires), la zone d'activité des trois Cèdres (15 ha couvrant les secteurs des « Blanchardes », des « Bouveries » et des « Basses Blanchardes »).

## Culture locale et patrimoine

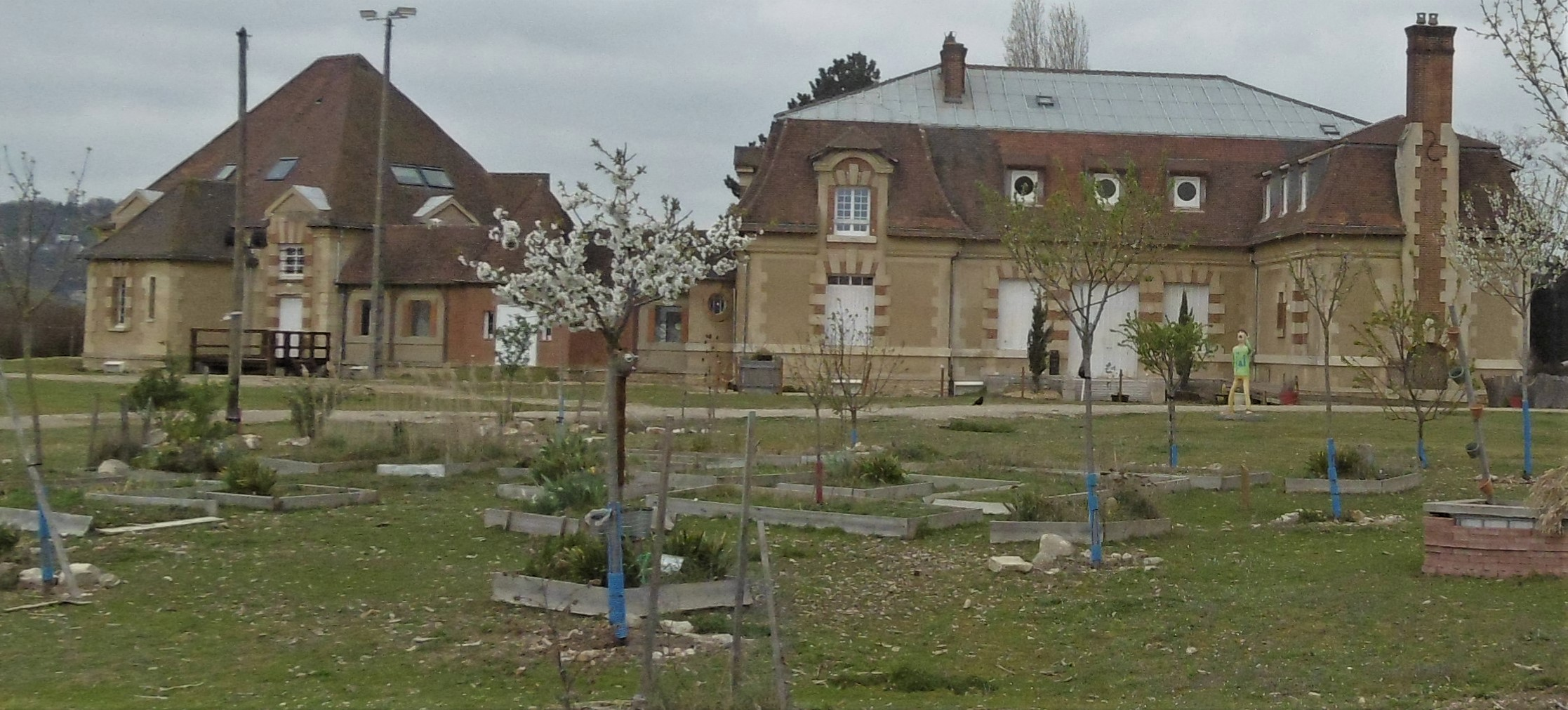
Le château Vanderbilt en 2021.

### Lieux et monuments
- Château Champfleury[47],[48]
- Château Vanderbilt[49],[50]
- Églises[51]
- L'église Saint-Joseph[52],[53]
- L'hôtel de ville[54]
- Les cinq mairies, de 1789 à nos jours[55]
- Ancien pont[56],[57]
- Le pont de Poissy[58]
- La vieille ferme[59]
- La reine blanche[60]
- Île de la Dérivation et bords de Seine[61]
- Le puits artésien[62],[63]
- Les écluses[64],[65]
- Le monument aux morts[66].
- L'ancienne gare[67]

### Espaces verts

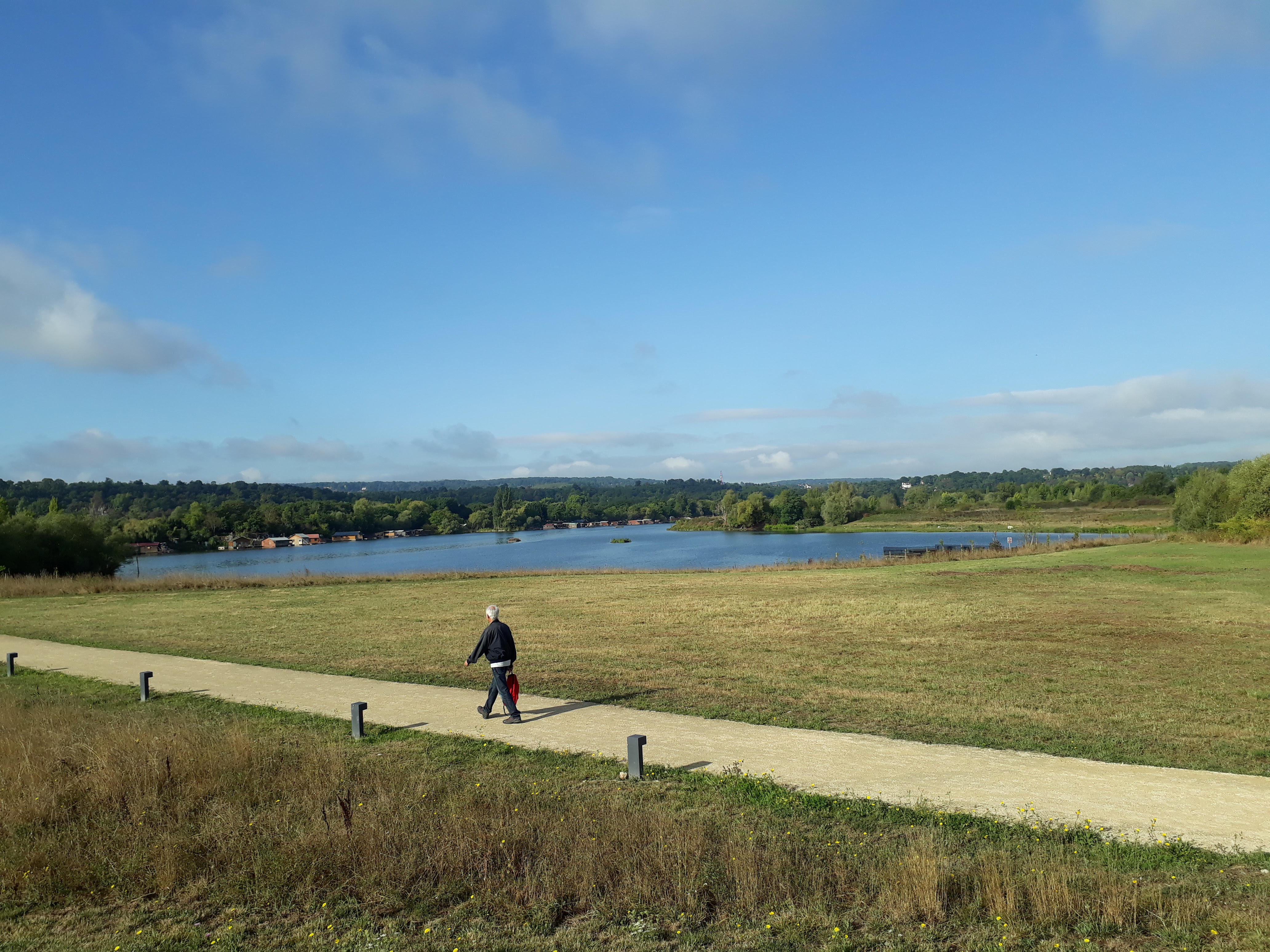
Le parc du Peuple de l'herbe - Promenade.

La ville possède des parcs et des lieux de promenade : l'étang de la Galiotte, l'île de la Dérivation, le parc de l'Hôtel-de-Ville, et le Terrain de la Fosse.
La ville participe au Concours des villes et villages fleuris et possède deux fleurs en 2007.
Le parc du Peuple de l'herbe le long des rives de Seine.

### Pollution
La commune de Carrières-sous-Poissy abritait jusqu'en novembre 2020 une décharge sauvage de plus de 7 000 tonnes (en 2018). La très grande majorité de ces déchets provenaient d'artisans et d'entreprises du BTP.
Une étude d’octobre 2018 effectuée par Santé Publique France, saisie par l'Agence Régionale de Santé (ARS), a relevé des taux de concentration de plomb dans les sols superficiels à des teneurs jusqu'à cinq fois supérieures à la valeur repère d’Île-de-France (53,7 mg/kg).

### Personnalités liées à la commune
- L'écrivain et comédien Rachid Djaïdani.
- Le comédien Saturnin Fabre est inhumé dans le cimetière de la ville.
- Mgr Barthélemy Hanrion, franciscain, premier évêque de Dapaong (Togo), a fait ses études au séminaire de Champfleury[70].
- La policière Clarissa Jean-Philippe[71], abattue lors de l'attaque terroriste du 8 janvier 2015 à Montrouge, vivait à Carrières-sous-Poissy. Un square porte désormais son nom dans la commune[72].
- Le peintre Georges Manzana-Pissarro, fils de Camille Pissarro, a habité aux Grésillons.
- L'écrivain Octave Mirbeau a habité au Clos Saint-Blaise de 1893 à 1898[73].
- Le champion de muay-thaï, Wilfried Montagne.
- Le champion de France poids lourds de karaté kumité, Kamal Tahtah, habite à Ronceray.
- Le comédien, écrivain, animateur de radio et imitateur Patrick Burgel, né le 7 septembre 1946 à Carrières-sous-Poissy. Il tourne notamment dans le film "les visiteurs", accompagné de Christian Clavier et Jean Reno. Il y interprète le Duc Fulbert de Pouille.

### Héraldique

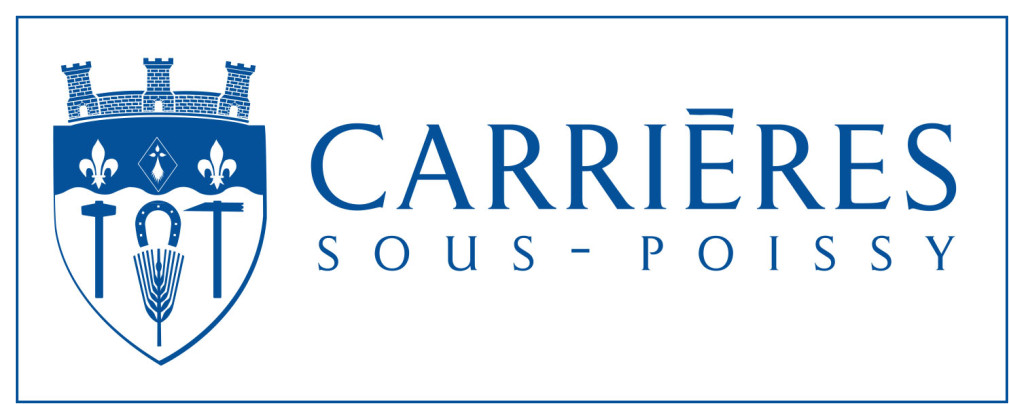
Logo de Carrières-sous-Poissy.

| Blason de Carrières-sous-Poissy | Blason  | De gueules au fer à cheval accompagné à dextre d'une masse, à senestre d'un pic de carrier, en pointe d'un épi de blé, le tout d'or, au chef ondé cousu d'azur, chargé d'une losange d'argent surchargée d'une moucheture d'hermine de sable et accostée de deux fleurs de lys d'or. |
| Blason de Carrières-sous-Poissy | Détails | Le choix de ce blason résulte d'une décision du Conseil municipal du 9 novembre 1984. Les meubles du champ évoquent les activités historiques de la commune : carrières de pierre calcaire pour les outils, agriculture pour l'épi de blé et hippisme pour le fer à cheval. Le chef évoque les anciens seigneurs locaux, les Dominicaines du prieuré royal de Poissy pour les fleurs de lys et la famille Turgot de Boisgelin pour la moucheture d'hermine. Sa bordure ondée symbolise la Seine. |